# シャフレ・ソフテ
シャフレ・ソフテ（ペルシア語: شهر سوخته、「焼けた都市」の意味）は青銅器時代の遺跡である。ジーロフト文化の都市で、紀元前3200年頃に日干し煉瓦で作られたが、水流の変更と気候変動により2千年紀の初頭に放棄された。現在のイランのスィースターン・バルーチェスターン州、ヘルマンド川の岸にある。2014年6月にUNESCOの世界遺産リストに登録された。

## 世界遺産

### 登録基準
この世界遺産は世界遺産登録基準のうち、以下の条件を満たし、登録された（以下の基準は世界遺産センター公表の登録基準からの翻訳、引用である）。
- (2) ある期間を通じてまたはある文化圏において、建築、技術、記念碑的芸術、都市計画、景観デザインの発展に関し、人類の価値の重要な交流を示すもの。
- (3) 現存するまたは消滅した文化的伝統または文明の、唯一のまたは少なくとも稀な証拠。
- (4) 人類の歴史上重要な時代を例証する建築様式、建築物群、技術の集積または景観の優れた例。